# ドメラ (オート＝ロワール県)
ドメラ （Domeyrat）は、フランス、オーヴェルニュ＝ローヌ＝アルプ地域圏、オート＝ロワール県のコミューン。

## 歴史
コミューン名はガロ＝ローマ時代の名称からきており、ラテン語では Armariacum、1250年にはAlmayrac、その後Dalmayracとなった。これはArmaliusまたはArmariusという人名に由来する。

## 史跡
- ドメラ城 - 城について最初の記述は、1250年から1260年の間に作成された、アルフォンス・ド・ポワティエの家臣の目録上である。所有者はパパブフ家であったが、一族は1348年に突然死に絶えてしまう。当時、この地域で猛威を振るっていた黒死病が原因であるとみられる。城は異なる領主の間を転々とし、百年戦争の間は放棄されていた。1387年、オーヴェルニュのセネシャルであるポンス・ド・ランゲアックが城主となった。1421年に後を継いだポンスの息子が、城の第2の建設者とみなされている。ランゲアック家は1656年まで城を所有した。建物はその後所有者に維持してもらえなくなり、フランス革命後に解体されていった。最後の所有者からオート＝ロワール県が購入、現在は歴史文化財に指定されている。
- 旧橋 - セヌイール川に15世紀に架けられた[2]。城への往来を可能にする4つのアーチを備えた橋である。アーチの最大開口部は3.3mである[3]。
- 鉄道橋 - セヌイール川に架かる。TERオーヴェルニュのセヴェンヌ線が通り、ル・ピュイ＝アン＝ヴレへつながる。

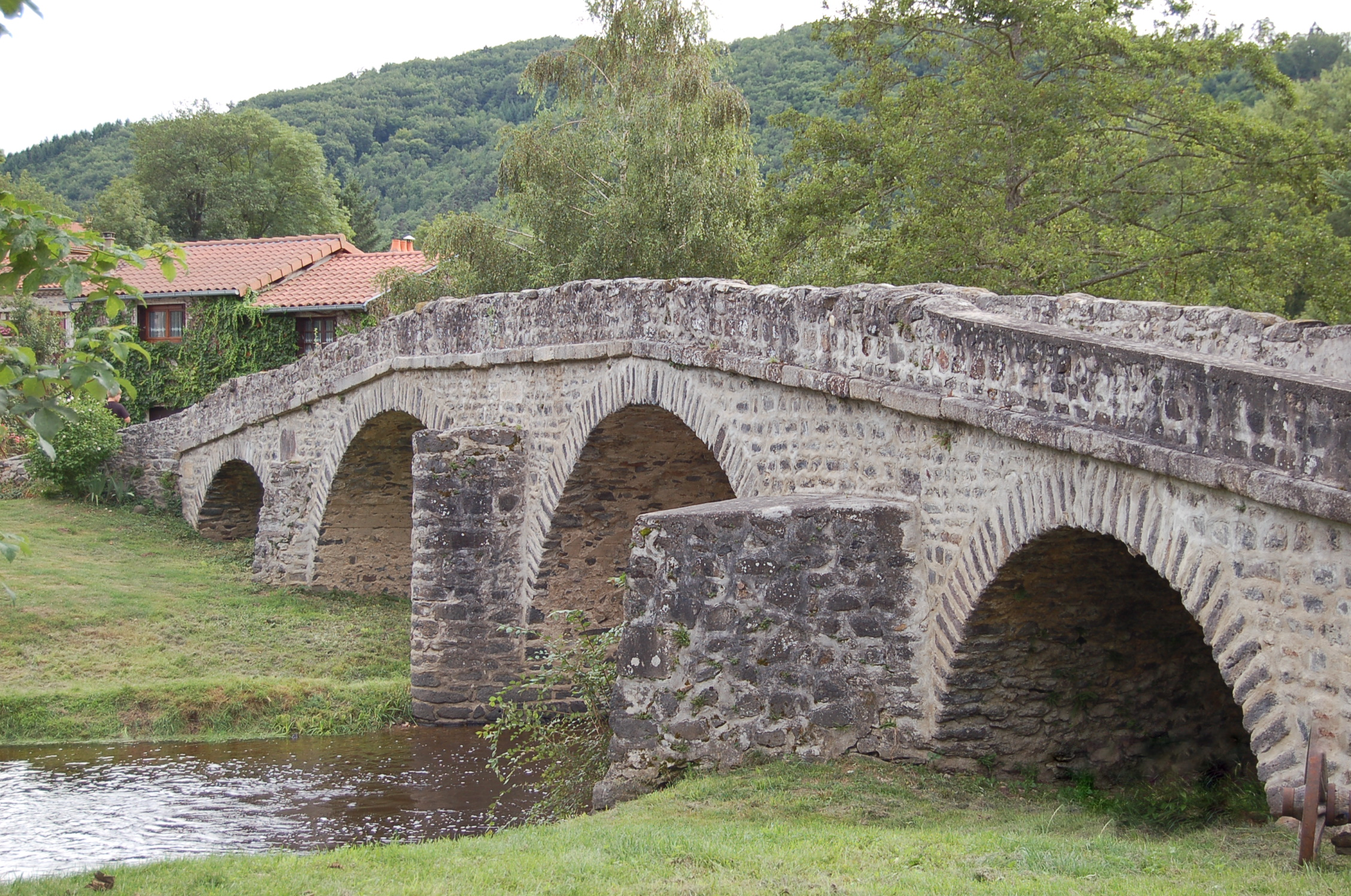
旧橋
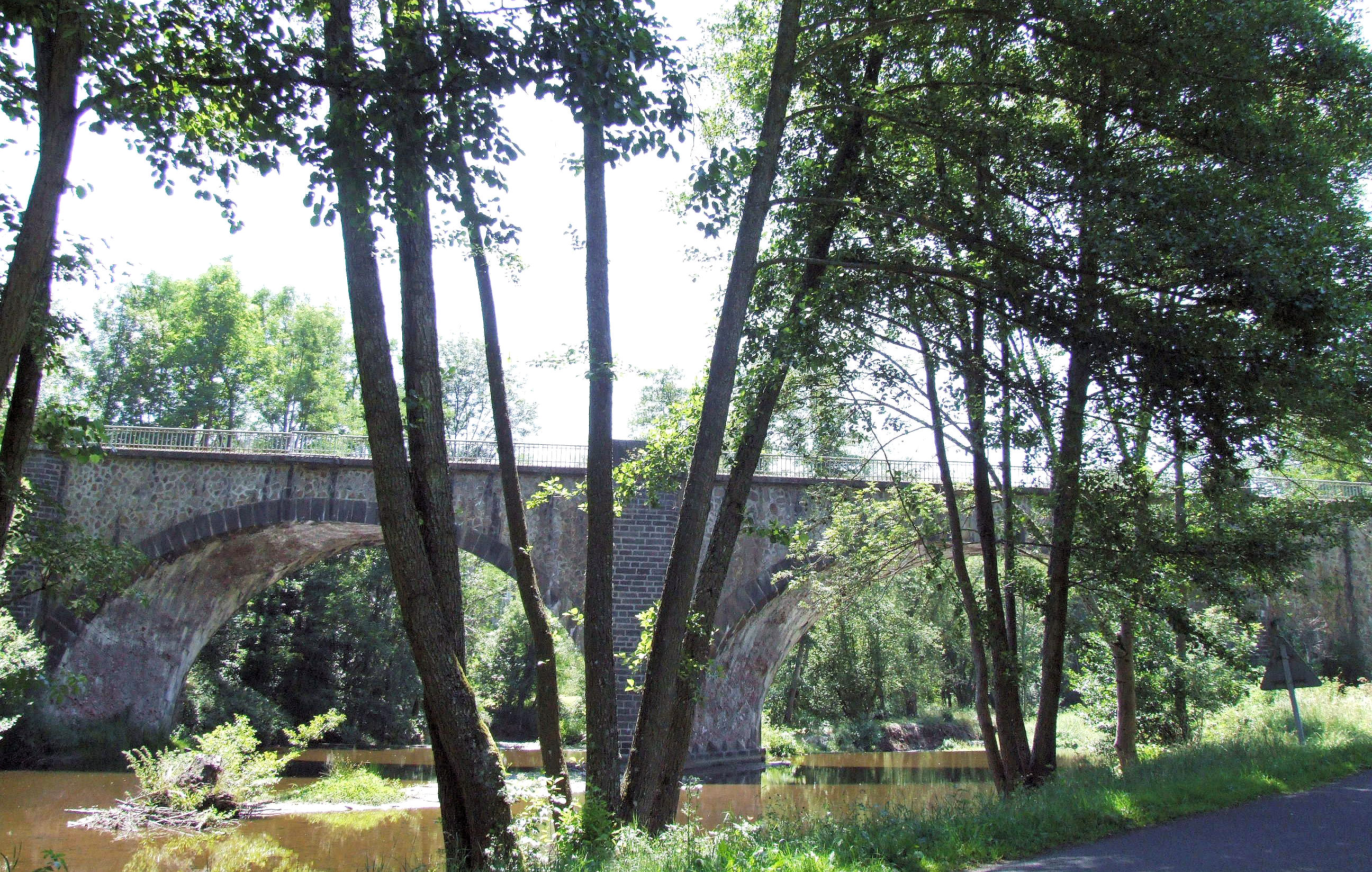
鉄道橋

## 人口統計
| 1962年 | 1968年 | 1975年 | 1982年 | 1990年 | 1999年 | 2006年 | 2012年 |
| ------ | ------ | ------ | ------ | ------ | ------ | ------ | ------ |
| 237    | 212    | 186    | 181    | 145    | 144    | 162    | 203    |

source=1999年までLdh/EHESS/Cassini、2004年以降INSEE